# Darko Planinić
Darko Planinić (ur. 22 grudnia 1990 w Mostarze) – chorwacki koszykarz występujący na pozycji środkowego, reprezentant kraju, aktualnie zawodnik KK Cibony Zagrzeb.
W 2012 reprezentował barwy New Orleans Pelicans podczas letniej ligi NBA.
15 września 2018 został zawodnikiem Stelmetu BC Zielona Góra. 5 sierpnia 2019 dołączył do rumuńskiego U-Banca Transylwania Kluż-Napoka.

## Osiągnięcia
Stan na 29 stycznia 2021, na podstawie, o ile nie zaznaczono inaczej.
Klubowe
- Mistrz:
  - Ligi Adriatyckiej (2014)
  - Bośni i Hercegowiny (2009–2012)
  - Izraela (2013)
  - Czarnogóry (2015)
- Brąz Ligi Adriatyckiej (2015)
- 4. miejsce w Eurolidze (2016)
- Zdobywca:
  - pucharu:
    - Bośni i Hercegowiny (2011, 2012)
    - Izraela (2013)
    - Czarnogóry (2015)
    - Rumunii (2020)

  - superpucharu Hiszpanii (2016)
- 3. miejsce w pucharze Hiszpanii (2016)
- Ćwierćfinalista rozgrywek FIBA Europe Cup (2020)

Indywidualne
- MVP kolejki Ligi Adriatyckiej (5, 10, - 2012/2013)
- Uczestnik meczu gwiazd ligi chorwackiej (2014)

Reprezentacja
Seniorska
- Zwycięzca kwalifikacji olimpijskich (2016)
- Uczestnik:
  - igrzysk olimpijskich (2016 – 5. miejsce)
  - mistrzostw Europy (2017 – 10. miejsce)
  - kwalifikacji do:
    - Eurobasketu (2012)
    - mistrzostw świata (2017)

Młodzieżowe
- Brązowy medalista mistrzostw:
  - świata U–19 (2009)
  - Europy U–18 (2008)
- Uczestnik mistrzostw Europy U–20 (2010 – 4. miejsce)